# 7278 Shtokolov
7278 Shtokolov este un asteroid din centura principală de asteroizi.

## Descriere
7278 Shtokolov este un asteroid din centura principală de asteroizi. A fost descoperit pe 22 octombrie 1985 la Observatorul de Astrofizică din Crimeea de Liudmila Juravliova. El prezintă o orbită caracterizată de o semiaxă mare de 3,16 ua, o excentricitate de 0,19 și o înclinație de 7,0° în raport cu ecliptica.